# Nguyễn Văn Nên
Nguyễn Văn Nên (sinh ngày 14 tháng 7 năm 1957) là một nhà chính trị người Việt Nam. Ông hiện là Ủy viên Bộ Chính trị Ban Chấp hành Trung ương Đảng Cộng sản Việt Nam khóa XIII, Bí thư Thành ủy Thành phố Hồ Chí Minh, Bí thư Đảng ủy Quân sự Thành phố Hồ Chí Minh.
Ông là Đảng viên Đảng Cộng sản Việt Nam, học vị Cử nhân Luật, cao cấp lý luận chính trị. Ông nguyên là Ủy viên Ban Chấp hành Trung ương Đảng Cộng sản Việt Nam khóa XI, XII, Bí thư Trung ương Đảng, Chánh Văn phòng Trung ương Đảng; Bộ trưởng, Chủ nhiệm Văn phòng Chính phủ; Phó Trưởng ban Tuyên giáo Trung ương, Phó Trưởng ban thường trực Ban Chỉ đạo Tây Nguyên; Bí thư Tỉnh ủy Tây Ninh, Chủ tịch Hội đồng nhân dân, Chủ tịch Ủy ban nhân dân tỉnh Tây Ninh. Ông cũng từng là Đại biểu Quốc hội Việt Nam khóa XIV thuộc đoàn Thành phố Hồ Chí Minh.

## Xuất thân và giáo dục
Nguyễn Văn Nên sinh ngày 14 tháng 7 năm 1957 ở xã Thanh Phước, huyện Gò Dầu, tỉnh Tây Ninh trong một gia đình có truyền thống cách mạng. Người chị cả của ông là Anh hùng Lực lượng vũ trang nhân dân Nguyễn Thị Bé (1944 -1973). Trong gia đình có 9 người con, ông thứ 7 nên thường được gọi là Bảy Nên. Quê nhà của ông ở vùng trụ sở của Trung ương Cục miền Nam, nơi ông lớn lên và trải qua thời niên thiếu. Ông theo học phổ thông, đại học và có học vị Cử nhân Luật, chuyên môn cảnh sát hình sự.
Nguyễn Văn Nên được kết nạp Đảng Cộng sản Việt Nam vào ngày 29 tháng 12 năm 1978, trở thành đảng viên chính thức vào ngày 29 tháng 12 năm 1979 Trong quá trình hoạt động Đảng và Nhà nước, ông theo học các khóa tại Học viện Chính trị Quốc gia Hồ Chí Minh, nhận bằng Cao cấp lý luận chính trị.

## Sự nghiệp

### Quê nhà Tây Ninh
Ngày 30 tháng 4 năm 1975, kết thúc Chiến dịch Hồ Chí Minh, Việt Nam thống nhất đất nước. Nguyễn Văn Nên bắt đầu sự nghiệp công tác của mình ở quê nhà Tây Ninh khi mới 18 tuổi, thuộc lĩnh vực công an nhân dân. Từ tháng 4 năm 1975 đến tháng 9 năm 1985, ông là chiến sĩ cảnh sát hình sự rồi Đội trưởng hình sự của Công an huyện Gò Dầu, tỉnh Tây Ninh; Ủy viên Ban Chấp hành Huyện Đoàn Gò Dầu, Bí thư Đoàn Thanh niên Cộng sản Hồ Chí Minh Công an Huyện Gò Dầu. Tháng 10 năm 1985, ông được bầu làm Huyện ủy viên, Bí thư chi bộ, Phó Trưởng Công an huyện Gò Dầu.
Tháng 1 năm 1988, ông được giữ nhiệm vụ Quyền Trưởng Công an huyện Gò Dầu và chính thức trở thành Ủy viên Ban Thường vụ Huyện ủy, Trưởng Công an huyện Gò Dầu từ tháng 3 năm 1989. Lúc này, ông 32 tuổi, giữ vị trí lãnh đạo cấp cao của Huyện ủy và toàn bộ huyện Gò Dầu, huyện phía Nam tỉnh Tây Ninh.
Tháng 1 năm 1992, Nguyễn Văn Nên được bổ nhiệm làm Phó Bí thư thường trực Huyện ủy, Chủ tịch Hội đồng nhân dân huyện Gò Dầu. Ông chính thức chuyển đổi lĩnh vực của sự nghiệp, kết thúc 17 năm trong ngành công an nhân dân, bắt đầu sự nghiệp lãnh đạo tổ chức Đảng và Chính quyền địa phương. Tháng 4 năm 1996, ông được bổ nhiệm thăng cấp làm Tỉnh ủy viên, Bí thư Huyện ủy kiêm Chủ tịch Hội đồng nhân dân huyện Gò Dầu, là lãnh đạo toàn diện huyện Gò Dầu.
Tháng 8 năm 1999, Nguyễn Văn Nên được điều chuyển về tỉnh lỵ, thành phố Tây Ninh, giữ chức vụ Tỉnh ủy viên, Trưởng ban Tổ chức chính quyền tỉnh Tây Ninh, một chức vụ phụ trách nhân lực, cán bộ, công chức, viên chức trong tổ chức tỉnh những thời kỳ trước 2000, được chuyển đổi thành Giám đốc Sở Nội vụ thuộc Ủy ban nhân dân tỉnh từ những năm 2001, 2002. Tháng 2 năm 2001, ông được thăng cấp thành Ủy viên Ban Thường vụ, Trưởng ban Tổ chức Tỉnh ủy Tây Ninh, một trong 13 người lãnh đạo toàn diện tỉnh Tây Ninh. Đến tháng 6 năm 2004, ông là Ủy viên Ban Thường vụ, Trưởng ban Tổ chức Tỉnh ủy Tây Ninh, kiêm Chủ tịch Hội đồng nhân dân tỉnh, Trưởng ban Bảo vệ sức khỏe cán bộ tỉnh Tây Ninh. Tháng 2 năm 2005, ông giữ thêm vị trí Thường trực Ban thường vụ Tỉnh ủy, Chủ tịch Hội đồng nhân dân kiêm Trưởng ban Tổ chức Tỉnh ủy Tây Ninh.
Tháng 12 năm 2005, tại Đại hội Đại biểu Đảng bộ tỉnh Tây Ninh lần thứ VIII, ông được bầu giữ chức vụ Phó Bí thư Tỉnh ủy Tây Ninh, sau đó Ban Bí thư Trung ương Đảng chuẩn y chức vụ này của ông; đến tháng 3 năm 2006, Thủ tướng Chính phủ Phan Văn Khải bổ nhiệm ông làm Chủ tịch Ủy ban nhân dân tỉnh Tây Ninh. Ông trở thành lãnh đạo toàn diện nhánh hành pháp, chính quyền tỉnh Tây Ninh, chịu trách nhiệm thực thi quy phạm, chỉ đạo thực tế tỉnh, công tác vị trí này trong bốn năm.
Đến tháng 9 năm 2010, Bộ Chính trị Ban chấp hành Trung ương Đảng quyết định bổ nhiệm Nguyễn Văn Nên giữ chức vụ Bí thư Tỉnh ủy Tây Ninh, trở thành lãnh đạo toàn diện tỉnh Tây Ninh. Ông cũng đã trải qua ba chức vụ của ba lĩnh vực lãnh đạo tỉnh, bao gồm Chủ tịch Hội đồng nhân dân tỉnh, Chủ tịch Ủy ban nhân dân tỉnh và Bí thư Tỉnh ủy tỉnh Tây Ninh.

### Trung ương

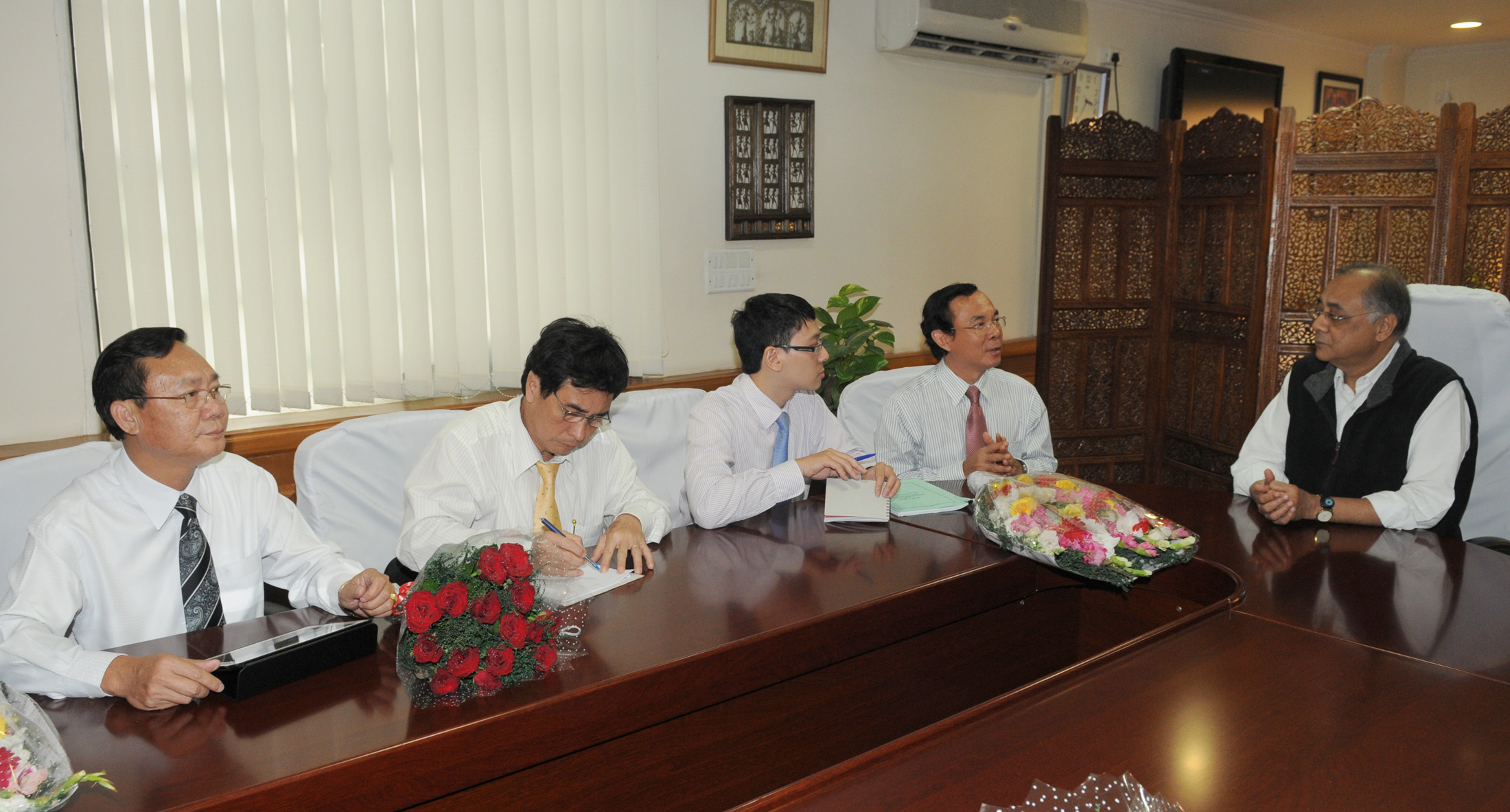
Phó Trưởng Ban Chỉ đạo Tây Nguyên Nguyễn Văn Nên gặp Bộ trưởng Liên bang về Các vấn đề Bộ tộc và Panchayati Raj, Shri V. Kishore Chandra Deo, tại New Delhi

Tháng 1 năm 2011, tại Đại hội Đảng Cộng sản Việt Nam lần thứ XI, Nguyễn Văn Nên được bầu làm Ủy viên Ban Chấp hành Trung ương Đảng Cộng sản Việt Nam khóa XI. Đến tháng 7 cùng năm, ông làm Phó Trưởng ban thường trực trong Ban Chỉ đạo Tây Nguyên của trưởng ban Trần Đại Quang.
Tháng 3 năm 2013 ông được điều chuyển làm Phó Trưởng ban Tuyên giáo Trung ương, Trưởng ban là Đinh Thế Huynh. Cuối năm 2013, Thủ tưởng Chính phủ Nguyễn Tấn Dũng giới thiệu ông vào nhiệm vụ ở Văn phòng Chính phủ; đến ngày 14 tháng 11 năm 2013, ông được Quốc hội khóa XIII, kỳ họp thứ sáu, phê chuẩn giữ chức vụ Bộ trưởng, Chủ nhiệm Văn phòng Chính phủ Việt Nam, kế nhiệm Phó Thủ tướng Vũ Đức Đam.
Ngày 27 tháng 1 năm 2016, tại Đại hội Đại biểu toàn quốc lần thứ XII của Đảng Cộng sản Việt Nam, ông tiếp tục được bầu vào Ban Chấp hành Trung ương Đảng, được Trung ương bầu vào Ban Bí thư Trung ương Đảng Cộng sản Việt Nam. Ngày 04 tháng 2 năm 2016, ông được Bộ Chính trị phân công giữ chức Chánh Văn phòng Trung ương Đảng Cộng sản Việt Nam. Ông giữ vị trí này giai đoạn 2016 – 2020.

### Đại biểu Quốc hội
Ngày 22 tháng 5 năm 2016, Nguyễn Văn Nên lần đầu trúng cử Đại biểu Quốc hội khóa IV ở đơn vị bầu cử số một, gồm các huyện Bến Cầu, Trảng Bàng, Gò Dầu và Châu Thành với 334.203 phiếu, đạt tỷ lệ 81,30% số phiếu hợp lệ, tỷ lệ phiếu cao nhất tỉnh Tây Ninh. Ông là Đại biểu Quốc hội khóa XIV thuộc Đoàn Đại biểu tỉnh Tây Ninh. Đến ngày 22 tháng 10 năm 2020, Ủy ban Thường vụ Quốc hội ban hành Nghị quyết về việc chuyển sinh hoạt Đoàn Đại biểu Quốc hội đối với ông, chuyển sinh hoạt từ Đoàn Đại biểu Quốc hội tỉnh Tây Ninh đến Đoàn đại biểu Quốc hội Thành phố Hồ Chí Minh, nơi ông công tác.

## Bí thư Thành phố Hồ Chí Minh

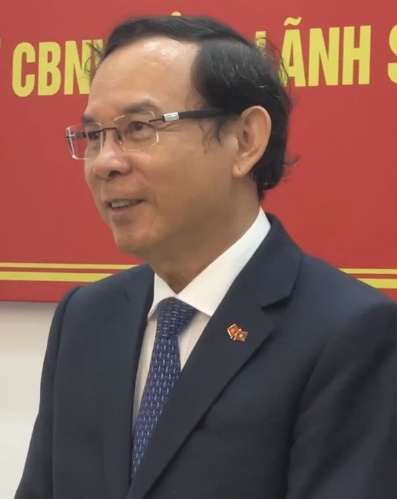
Nguyễn Văn Nên năm 2022

Cuối năm 2020, trong giai đoạn chuỗi đại hội Đảng Cộng sản Việt Nam đơn vị địa phương, chuẩn bị cho Đại hội Đảng toàn quốc khóa XIII năm 2021, Trung ương Đảng quyết định điều chuyển công tác của lãnh đạo Nguyễn Văn Nên về Thành phố Hồ Chí Minh.
Ngày 11 tháng 10 năm 2020, Thành ủy Thành phố Hồ Chí Minh tổ chức Hội nghị công bố quyết định của Bộ Chính trị về công tác cán bộ. Thay mặt Bộ Chính trị, Ủy viên Bộ Chính trị, Chủ tịch Quốc hội Nguyễn Thị Kim Ngân đã công bố quyết định của Bộ Chính trị, điều chuyển công tác của ông. Lúc này, ông là Bí thư Trung ương Đảng, Chánh Văn phòng Trung ương Đảng, được miễn nhiệm chức vụ Chánh Văn phòng Trung ương, được điều động về Thành phố Hồ Chí Minh, bổ nhiệm tham gia Ban Chấp hành, Ban Thường vụ Thành ủy Thành phố Hồ Chí Minh nhiệm kỳ 2020 – 2025 và giới thiệu để Ban Chấp hành bầu giữ chức Bí thư Thành ủy Thành phố Hồ Chí Minh nhiệm kỳ 2020 – 2025 trong Đại hội Đảng bộ thành phố khóa XI.
Ngày 17 tháng 10 năm 2020, tại Hội nghị lần thứ nhất Ban chấp hành Đảng bộ Thành phố Hồ Chí Minh lần thứ XI, nhiệm kỳ 2020 - 2025, ông được bầu làm Bí thư Thành ủy Thành phố Hồ Chí Minh khóa XI, nhiệm kỳ 2020 – 2025.
Ngày 30 tháng 1 năm 2021, tại phiên bầu cử Đại hội Đảng toàn quốc lần thứ XIII, ông được bầu làm Ủy viên chính thức Ban Chấp hành Trung ương Đảng Cộng sản Việt Nam khoá XIII. Ngày 31 tháng 1 năm 2021, tại phiên họp đầu tiên của Trung ương Đảng khóa XIII, ông được bầu làm Ủy viên Bộ Chính trị Ban Chấp hành Trung ương Đảng Cộng sản Việt Nam khóa XIII.

### Dịch Covid-19
Trong năm 2020, thành phố có 149 trường hợp mắc COVID-19, trong đó có 143 trường hợp đã điều trị khỏi, 6 ca đang điều trị và 16 người đang được theo dõi. Trên toàn địa bàn có 2.301 người được cách ly tập trung và 125 người được cách ly tại nhà.
Trong đợt dịch năm 2021, thành phố HCM là một trong những địa điểm bị ảnh hưởng nhất xuất phát từ Hội thánh Truyền giáo Phục Hưng, khiến nhiều khu vực ở 16 quận/huyện bị phong tỏa.. Ngày 31 tháng 5 năm 2021, thành phố HCM ra lệnh giãn cách xã hội toàn thành phố với những hạn chế nghiêm ngặt đối với việc tụ tập và đóng cửa một số cơ sở kinh doanh và dịch vụ trong nỗ lực kiềm chế những ca nhiễm COVID-19 tăng vọt giữa một đợt bùng phát dịch mới. Mức độ giãn cách tiếp tục nâng lên do số ca nhiễm vẫn tăng, thành phố tiến hành áp dụng chỉ thị 16 trong 15 ngày bắt đầu từ 0h ngày 09/07/2021. Theo đó, người dân chỉ được ra ngoài khi thật sự cần thiết như làm việc tại nhà máy, công xưởng, khám chữa bệnh...

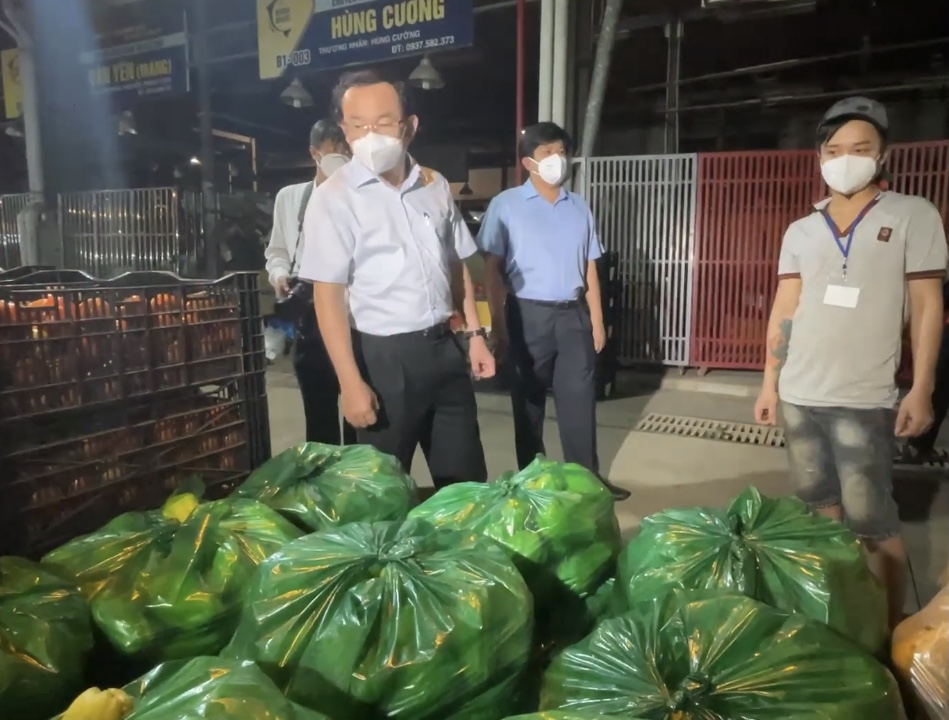
Bí thư Nên đi thị sát tại chợ Bình Điền

Ông Nguyễn Văn Nên đã đi thị sát, thăm hỏi người dân ở khu vực phong tỏa vì Covid-19, ông đã động viên người dân có gắng vượt qua khó khăn. Ông đã thăm hỏi bệnh nhân Covid-19 ở Bệnh viện dã chiến và thăm hỏi các lực lượng chống dịch và cán bộ y tế. Ông ủng hộ việc giãn cách nghiêm để chống dịch, theo ông phải hy sinh nhiều thứ mới có thể chiến thắng dịch bệnh. Trước việc dịch bệnh lây lan ông Nên đã nhận khuyết điểm và xin người dân lượng thứ cho những lúng túng của chính quyền thành phố. Khi tình hình dịch được kiểm soát, chính quyền thành phố bắt đầu họp để bỏ phong tỏa và mở cửa thành phố. Trước tình hình bình thường mới ông khẳng định phải mở cửa dần không thể mãi phong tỏa.
Về việc tiêm vắc xin phòng dịch COVID-19 ông đề nghị thông tin cho người dân về loại vắc xin.